# OSE série 451
Les MLW A-451 ou officiellement appelés MX-627 forment une série de locomotives Diesel-électriques construites à 20 exemplaires pour l'OSE par MLW.

## Histoire et service
Les locomotives MLW A-451 sont entrées en circulation en 1973. Du fait qu'elles étaient construites au Canada, elles ont pris le surnom « Les canadiennes » (en grec : Καναδέζες). Ces locomotives avaient tout d'abord assuré de trains voyageurs de longues distances, puis et selon les besoins ont pris en charge aussi de trains de marchandises. Depuis l'entrée en circulation des locomotives ADtranz 220 en mai 1998 elles ne sont plus utilisées en trains voyageurs. Cependant très rarement à cause de manque important des ADtranz, ou en cas des pannes, elles sont toujours le premier choix pour tracter un train voyageurs.

## Renouvellement
Les A-461 et A-468 étaient les premières à être restaurés entre 2002-2003 en ayant leurs « nez » coupés et ressemblant plutôt à des « cousins » les locomotives MX-636 de la série A-501. Toutefois l'OSE a décidé de faire un complet renouvellement de la série qui a commencé en 2004 et qui se poursuit jusqu'aujourd'hui. Les locomotives en sortant de l'usine avaient toutes le « nez » coupé et ont été livrées en rouge et en bleue à rayures jaunes au lieu d'orange à rayures blanches.

## Les dépôts titulaires
- Aghios Ioannis Rendis (de 1973 à 1998)
- Thessalonique (de 1998 à présent)

## Lignes desservies

### Service des voyageurs (1973 - 1998)
- Le Pirée - Athènes - Thessalonique
- Le Pirée - Athènes - Larissa - (Vólos)
- Le Pirée - Athènes - Lianokladi
- Thessalonique - Édessa - Kozani
- Thessalonique - Idomeni - Gevgelja - Belgrade - Munich (entre Thessalonique et Gevgelja), en service international
- Thessalonique - Strymonas - Kulata - Sofia - Budapest (entre Thessalonique ou Strymon et Kulata), en service international
- Thessalonique - Alexandroupolis

### Service des marchandises
- Aghios Ioannis Rendis - Athènes - Elefsina
- Aghios Ioannis Rendis - Athènes - Thriassio
- Aghios Ioannis Rendis - Athènes - Thessalonique
- Aghios Ioannis Rendis - Athènes - Lianokladi - Larissa - (Vólos)
- Lianokladi - Paléofarsalos - Kalambaka
- Larissa - Mézourlos - Paléofarsalos - Trikala
- Mézourlos - Larissa - Velestíno - Vólos
- Mézourlos - Larissa - Thessalonique
- Thessalonique - Komanos - Kozani
- (Thessalonique) - Platy - Xyno Néro
- Thessalonique - Idoméni - Gevgelja (en service international)
- Thessalonique - Strymonas - Kulata (en service international)
- Thessalonique - Drama - Alexandroupolis
- Alexandroupolis - Dikéa - Svilengrad (en service international)

## Galerie de photographies

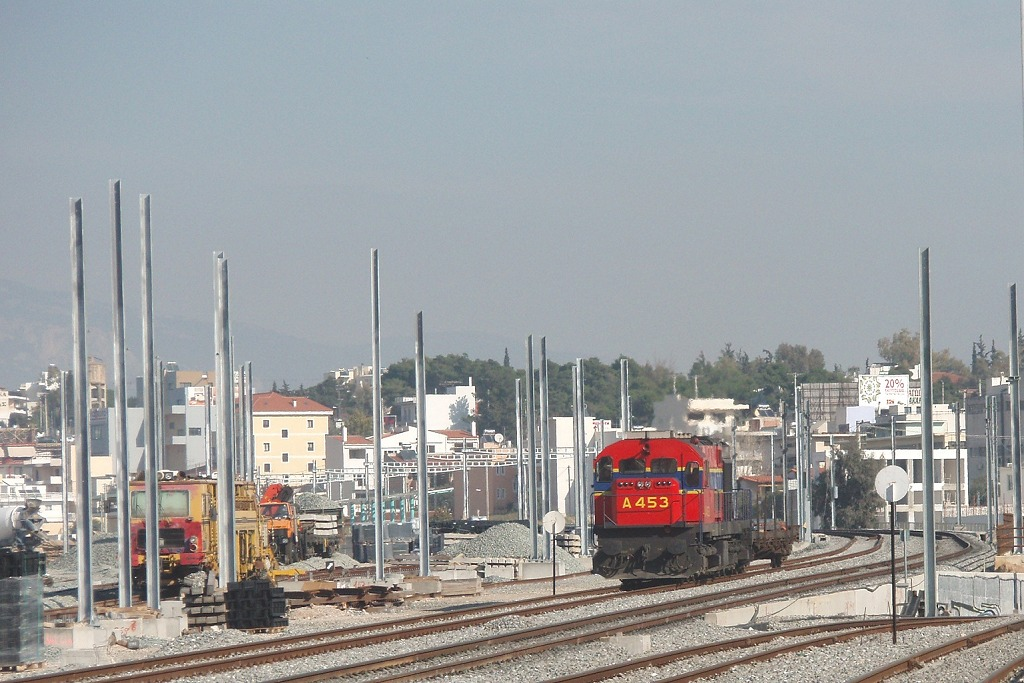
L'A-453 (nouvelle livrée) en tête du fret 54507, en gare de SKA.
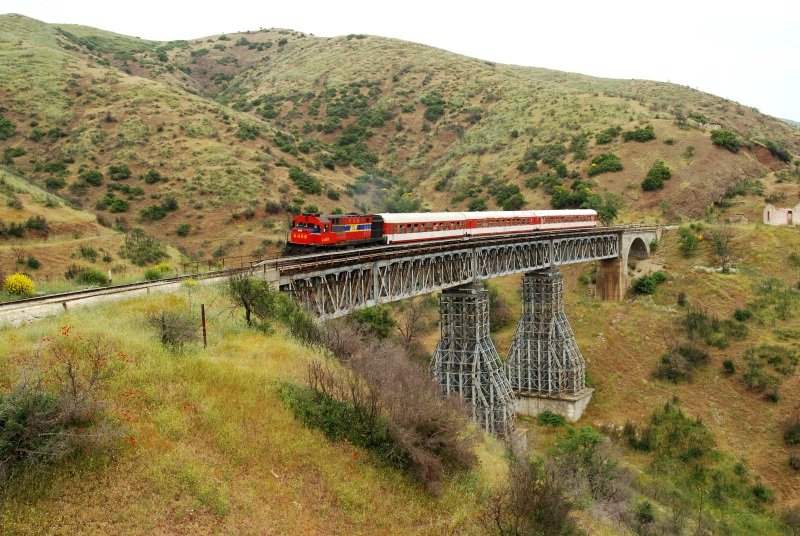
L'A-458 (nouvelle livrée) tractant le train spécial 7510 sur un pont entre Lianokladi et Domokos.
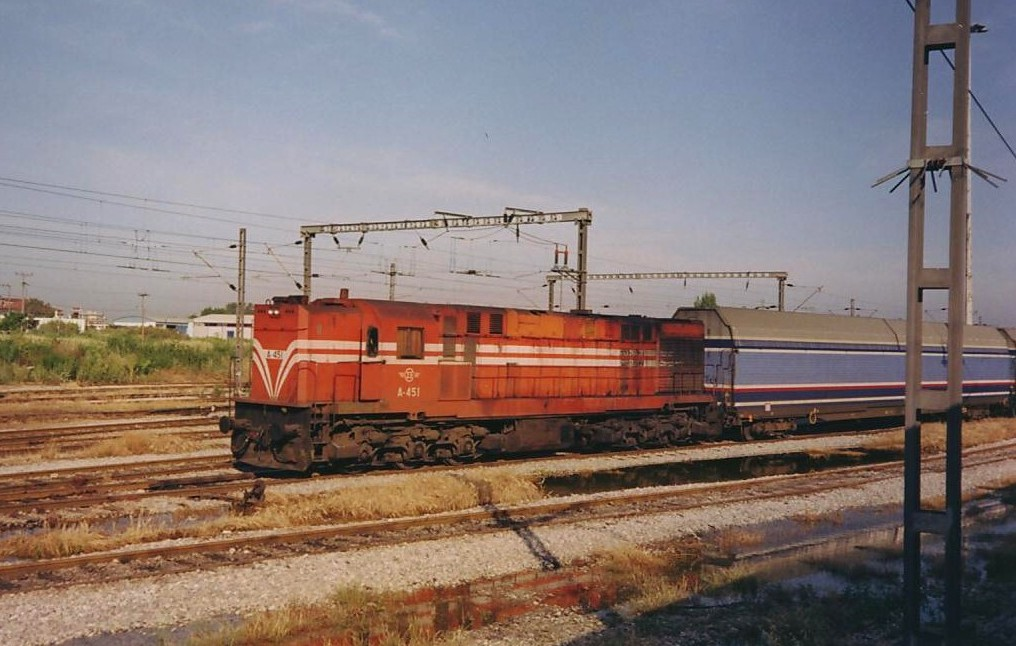
L'A-451 en tête du fret 23500 en gare de triage de Thessalonique.
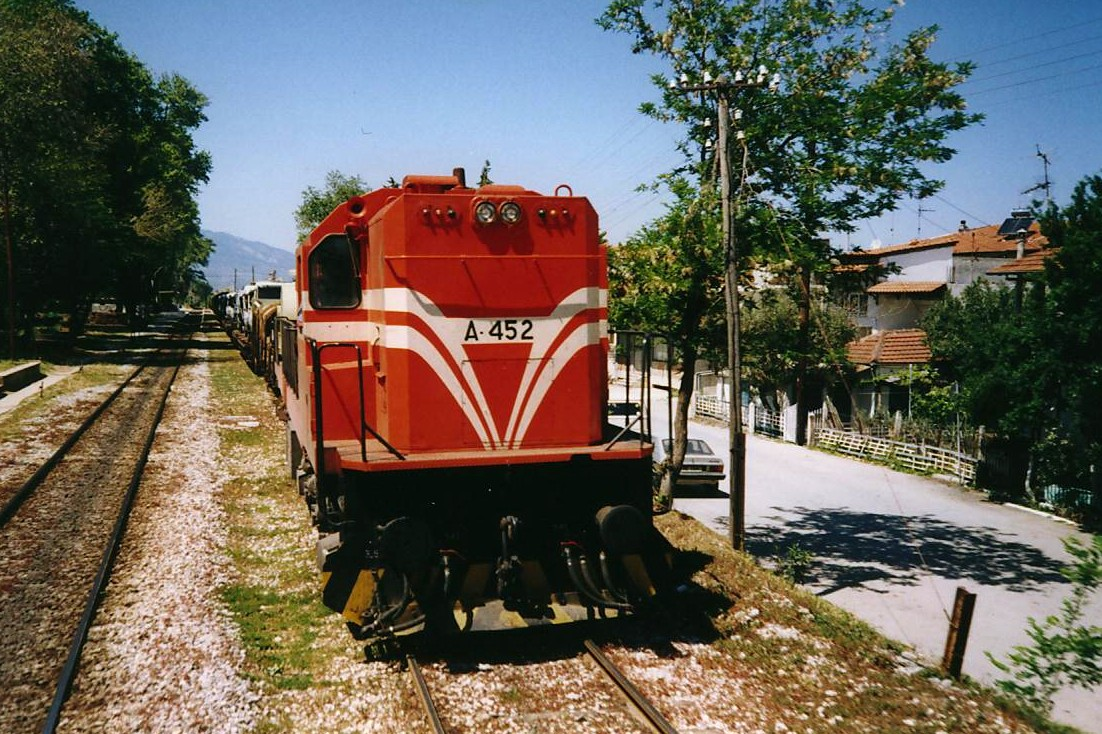
L'Α-452 en tête du fret 80509 en gare de Platamonas.
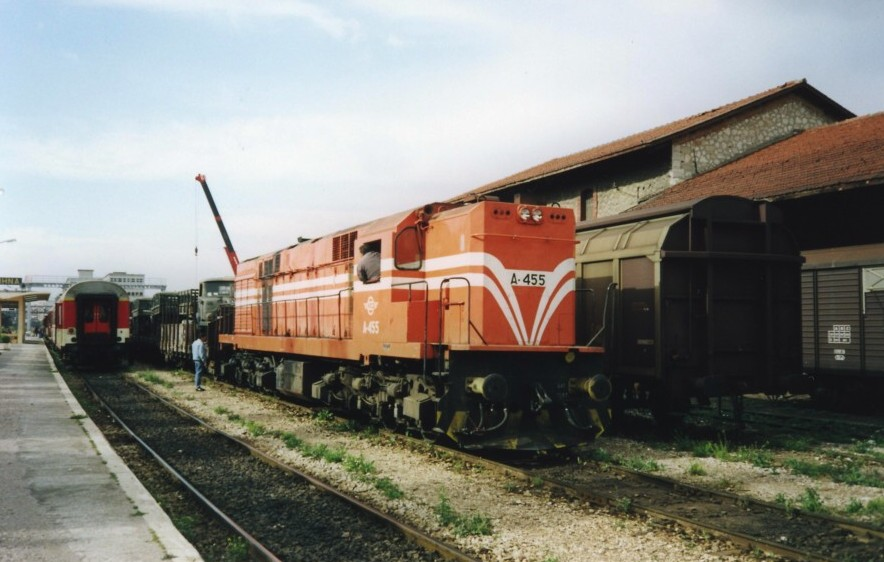
L'A-455 en tête d'un train militaire en gare d'Athènes.
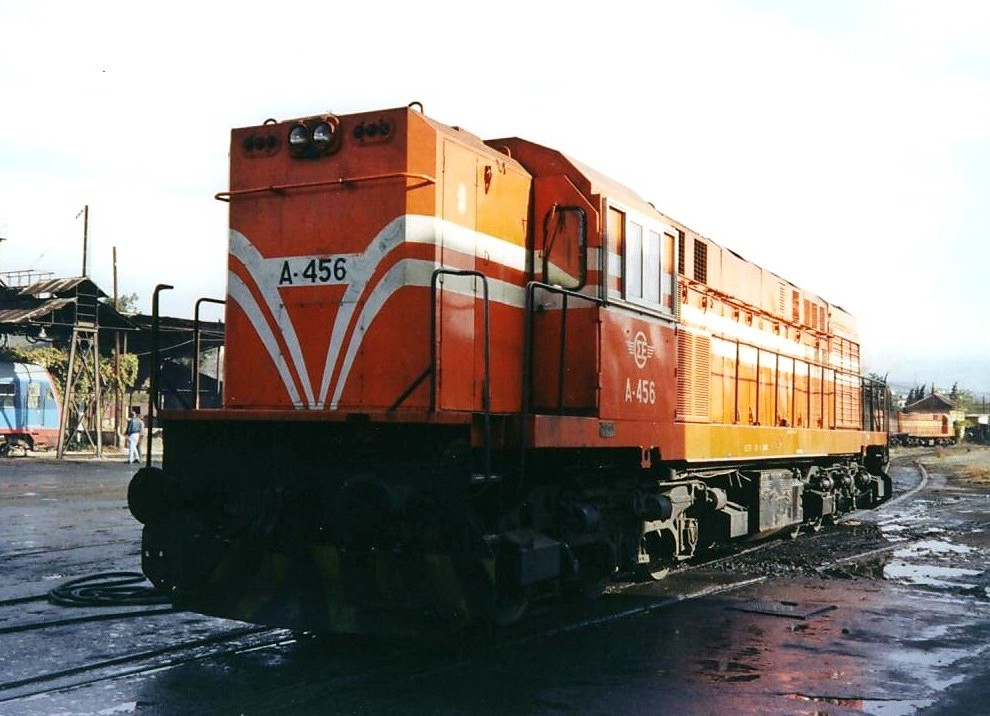
L'A-456 au dépôt de Thessalonique.
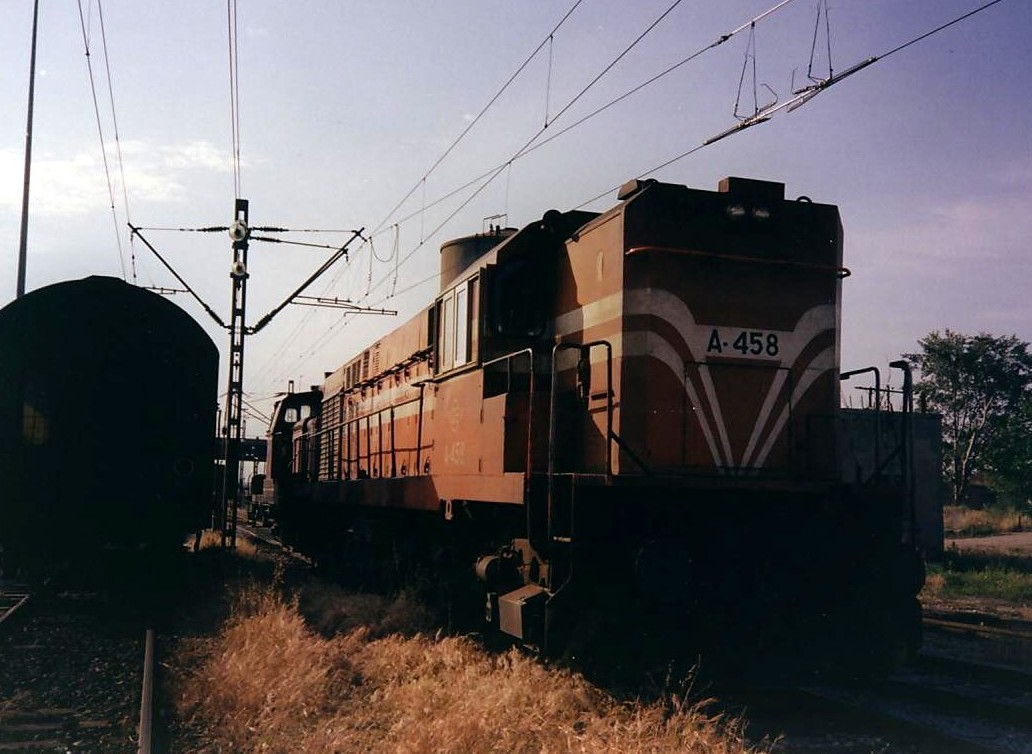
L'A-458 fait des manœuvres en gare de triage de Thessalonique.
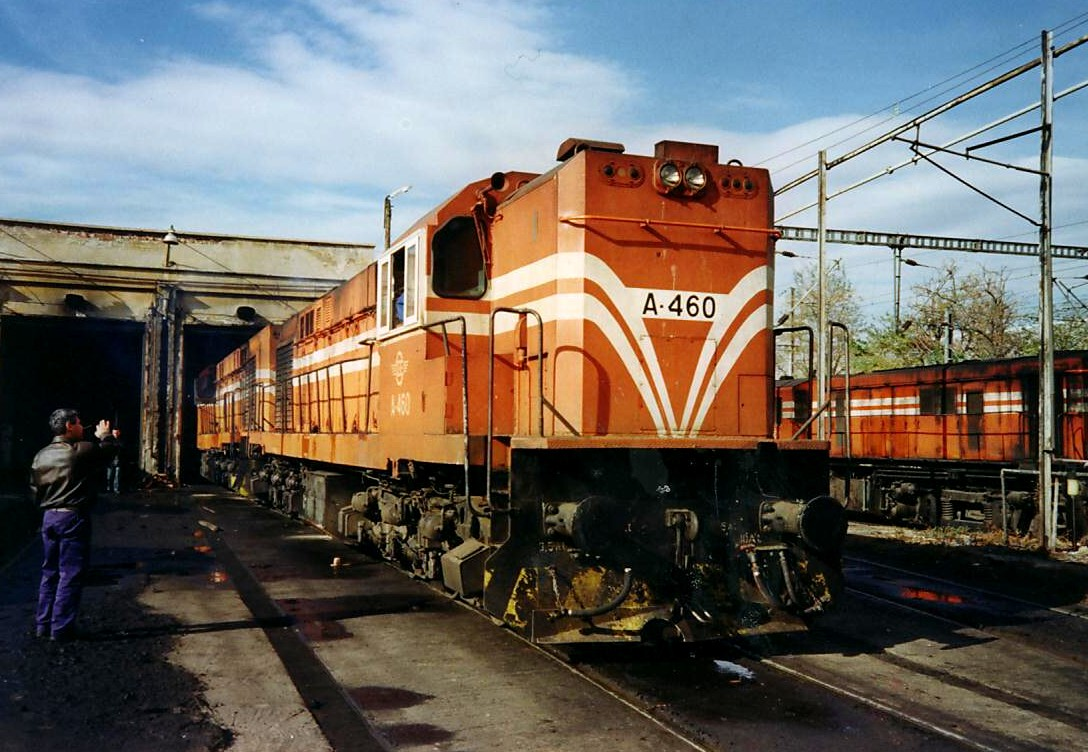
L'A-460 au dépôt de Thessalonique.
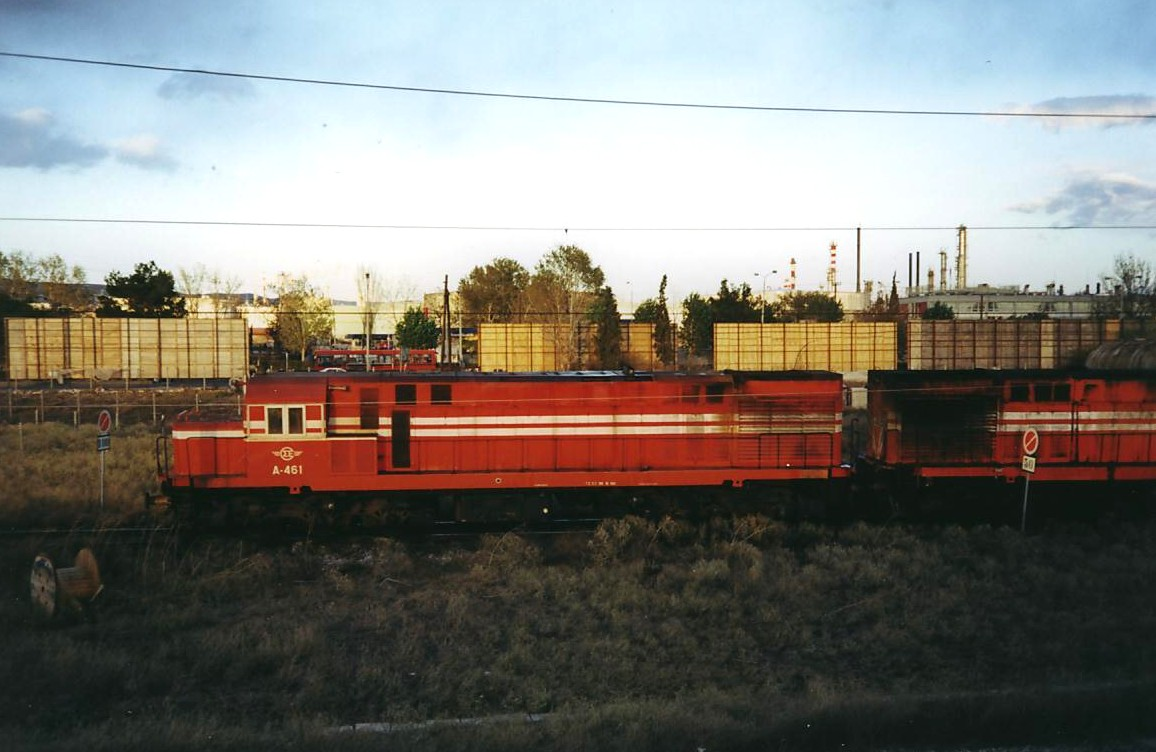
L'A-461 en tête du fret 80664 sort de la gare de triage de Thessalonique.
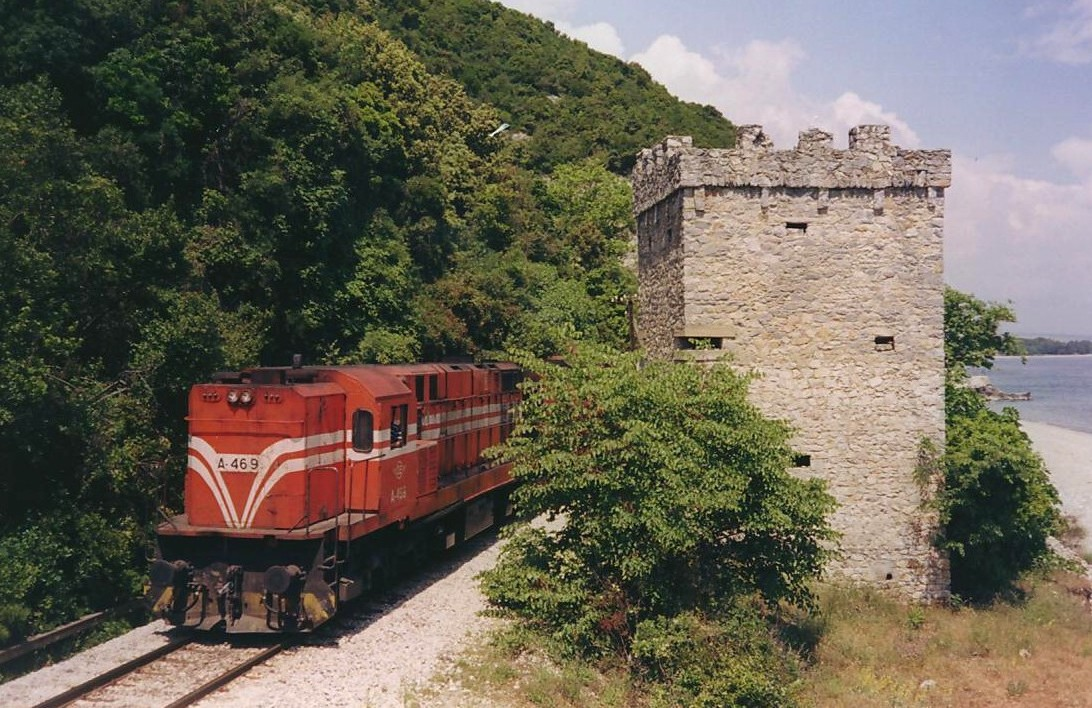
L'A-451 en tête du train spécial 8591 près de Platamonas.